# Torta pinza
La torta pinza ou putàna (pinsa en Vénitien) est un dessert typique de la Vénétie, du Frioul et de certaines vallées du Trentin. Cependant, le nom « pinza » désigne également des desserts complètement différents, comme la pinza bolognaise ou la pinza triestina.

## Description
La recette varie d'un endroit à l'autre, mais présente des caractéristiques générales. Les ingrédients sont simples, typiques de la tradition paysanne, mais aujourd'hui beaucoup plus riches que par le passé : sont mélangés de la farine blanche, de la farine jaune, de la levure, du sucre et du lait, auxquels on ajoute des pignons de pin, des figues sèches, des raisins secs, des graines de fenouil et de la grappa,. Elle s'accompagne de vin rouge, notamment de fragolino ou de vin chaud.
Le dessert (qui peut atteindre un mètre de diamètre) est généralement consommé pendant les fêtes de Noël et notamment à l'occasion de l'Épiphanie et des feux de joie du début d'année (pìroe-paroe ou panaìni, panevìni, pignarûl, vècie, casere), et peut-être cuit dessus.